# Korálové moře
Korálové moře (anglicky Coral Sea; francouzsky Mer de Corail) je okrajovým mořem Tichého oceánu. Jeho průměrná hloubka je 2 243 m a salinita 34-35 ‰.

## Poloha
Korálové moře se nalézá jihovýchodně od Nové Guineje, východně od severovýchodní Austrálie a západně od Nových Hebrid (Vanuatu). Na severu se stýká s vodami Šalomounova moře a na jihu s Tasmanovým mořem.

## Velký bariérový útes
Nejvýraznějším prvkem Korálového moře je Velký bariérový útes (také Velký bradlový útes), který je největším korálovým útesem na Zemi. Táhne se 2 000 km poblíž pobřeží Austrálie. Ale i se zbytkem útesů Korálového moře tvoří jenom zanedbatelnou část jeho rozlohy.

## Historie
V květnu 1942 se zde odehrála velká námořní bitva mezi japonským námořnictvem a námořními silami Spojenců dnes známá jako bitva v Korálovém moři.